# Six métamorphoses d'après Ovide

Six métamorphoses d'après Ovide, op. 49 (Six Metamorphoses after Ovid) est une suite de six pièces pour hautbois, composée par Benjamin Britten en 1951 et inspirée d'extraits du poème épique Métamorphoses écrit par le poète latin Ovide. 
L'œuvre est dédiée à la hautboïste Joy Boughton (1913-1963) qui créa l'œuvre le 14 juin 1951 au festival d'Aldeburgh.

## Mouvements
1. Pan : Senza misura
2. Phaeton : Vivace ritmico
3. Niobe : Andante
4. Bacchus : Allegro pesante
5. Narcissus : Lento piacevole
6. Arethusa : Largamente

## Commentaires
Chaque pièce fait référence à un personnage de la mythologie grecque, dont l'histoire est racontée dans Les Métamorphoses d'Ovide. Une phrase les présente :
- « Pan, qui jouait de sa flûte de roseaux, lesquels étaient Syrinx, sa bien-aimée. »
- « Phaéton, qui conduisit le char du soleil pour une journée et fut précipité dans l'Eridan par la foudre. »
- « Niobé, qui pleure sur la mort de ses quatorze enfants, et qui fut changée en rocher. »
- « Bacchus, aux fêtes duquel on entend les langues jacassantes des femmes cancanant et les cris des garçons. »
- « Narcisse, qui tomba amoureux de sa propre image et devint une fleur. »
- « Aréthuse, qui, fuyait l'amour du dieu fleuve Alphée, fut changée en fontaine. »